# Hellmuth Reymann
Hellmuth Reymann (ur. 24 listopada 1892 w Prudniku, zm. 8 grudnia 1988 w Garmisch-Partenkirchen) – niemiecki oficer ostatecznie w stopniu generała porucznika. Jeden z ostatnich dowódców Berlina podczas końcowego ataku Armii Czerwonej w ramach operacji berlińskiej.

## Życiorys

### Wczesne życie
Urodził się 24 listopada 1892 w Prudniku jako syn Anny i Artura Reymann. Pochodził z rodziny o wojskowych tradycjach, jego ojciec był majorem. W 1899 rozpoczął naukę w szkole miejskiej w Prudniku.
W 1903 wstąpił do korpusu kadetów w Legnicy (1 Kompania Kadetów). W 1909 został przeniesiony do koszar i szkoły kadetów w Berlinie-Lichterfelde (10 Kompania Kadetów). Uzyskał stopień podporucznika w 1912, jednocześnie został przydzielony do stacjonującego w Koźlu 62 Pułku Piechoty.

### I wojna światowa
Po wybuchu I wojny światowej, w 1914 Reymann wraz ze swoim pułkiem uczestniczył w walkach na froncie zachodnim. Służył jako oficer w 9 kompanii. W pierwszej fazie wojny walczył pod Rossignol-Tintigny, nad rzeką Mrozą oraz w bitwie nad Marną. 16 września 1914 został odznaczony Krzyżem Żelaznym II klasy, a w marcu 1915 w okolicach Reims został odznaczony Krzyżem Żelaznym I klasy. 1 czerwca 1916 został adiutantem I batalionu w 62 Pułku Piechoty. Na krótko przeniesiono go do sztabu 12 Dywizji, gdzie zajmował się sprawami związanymi z rekrutacją. Następnie powrócił na front. Od lipca 1916 dowodził kompanią karabinów maszynowych, jednocześnie pełniąc funkcję adiutanta pułku.
Od lipca 1917 jego pułk toczył zaciekłe walki pozycyjne w rejonie Oberelsass we Flandrii. Reymann został odznaczony Krzyżem Rycerskim Królestwa Pruskiego z Mieczami. 8 sierpnia 1917 został awansowany na stopień porucznika. 62 Pułk Piechoty został przerzucony na front włoski, gdzie walczył w rejonie Isonzo. Od 5 grudnia 1917 do 8 lutego 1918 Reymann pełnił zastępczą funkcję adiutanta w sztabie 24 Brygady Piechoty, a jednocześnie dowódcy I bataliony.
Po ciężkich walkach we Włoszech, jednostka Reymanna została przerzucona na Śląsk, gdzie pozostała do końca wojny. W grudniu 1918, zgodnie z wytycznymi reorganizacji niemieckiej armii, została przekształcona w jednostkę straży granicznej.

### Dwudziestolecie międzywojenne
W związku z utworzeniem Reichswehry, Reymann dołączył w szeregi policji we Wrocławiu. 3 kwietnia 1921 poślubił Käthe Olleck z Lublińca. Małżeństwo miało trójkę dzieci: dwóch synów i córkę (obaj synowie zginęli na froncie II wojny światowej). 13 lipca 1921 otrzymał awans na kapitana policji. Został przeniesiony w charakterze kierownika oddziału do Szkoły Policji w Ząbkowicach Śląskich, gdzie służył do lutego 1928, kiedy to przeniesiono go na stanowisko dowódcze w Wuppertal-Barmen. 1 kwietnia 1931 został awansowany na stopień majora policji. Następnie pracował w Zarządzie Policji w Hagen, w Zarządzie Inspekcyjnym Policji w Iserlohn, a w listopadzie 1931 został wykładowcą w Wyższej Szkole Policji w Eiche, gdzie pracował do 1934.
1 sierpnia 1935 został przyjęty w szeregi Wehrmachtu w stopniu majora. Został oficerem do dyspozycji Dowództwa Sił Lądowych. W styczniu 1936 został awansowany na stopień podpułkownika i powierzono mu funkcję wykładowcy taktyki w Szkole Wojennej w Dreźnie. W Wehrmachcie powierzono mu dowodzenie 26 batalionu piechoty straży granicznej. 10 listopada 1938 został awansowany na stopień pułkownika.

### II wojna światowa

#### Front zachodni
Po rozpoczęciu II wojny światowej dowodził 205 Pułkiem Piechoty w składzie 52 Dywizji Piechoty, która podczas kampanii wrześniowej zabezpieczała zachodnią granicę Niemiec. Pułk dowodzony przez Reymanna brał udział w kampanii francuskiej. W połowie 1941 został przeniesiony na front wschodni w związku z atakiem Niemiec na ZSRR.

#### Front wschodni
Dowodzona przez Lothara Rendulica 52 Dywizja Piechoty szła na Moskwę przez Bobrujsk i Briańsk. 22 listopada 1941 Reymann został odznaczony złotym Krzyżem Niemieckim. Trafił do szpitala wojskowego w styczniu 1942 z powodu ciężkiej choroby. Po opuszczeniu szpitala w maju 1942 został przeniesiony do rezerwy OKH. 5 września 1942 powierzono mu dowództwo 254 Dywizji Piechoty, walczącej w rejonie Leningradu. W październiku 1942 został awansowany na stopień generała majora. Od 1 października 1942 do 1 października 1943 dowodził 212 Dywizją Piechoty wchodzącą w skład Grupy Armii Północ. 1 kwietnia 1943 został awansowany na stopień generała porucznika. 1 października 1943 został przeniesiony na stanowisko dowódcy 13 Dywizji Polowej Luftwaffe w składzie XXVIII Korpusu w północnej Rosji, uczestniczącego w blokadzie Leningradu. Dowodził dywizją do 1 kwietnia 1944.
5 kwietnia 1944 został odznaczony Krzyżem Rycerskim Krzyża Żelaznego. Na początku maja 1944 powierzono mu dowodzenie wschodniopruskiej 11 Dywizji Piechoty, walczącej pod Rygą. 28 listopada 1944 Heinrich Himmler wręczył mu Krzyż Rycerski Krzyża Żelaznego z Liśćmi Dębu. Od 3 stycznia 1945 uczestniczył w kursie w Jeleniej Górze zorganizowanym dla dowódców korpusów przez Kurta Brennecke. Po ukończeniu kursu został przeniesiony do rezerwy OKH.

#### Obrona Berlina

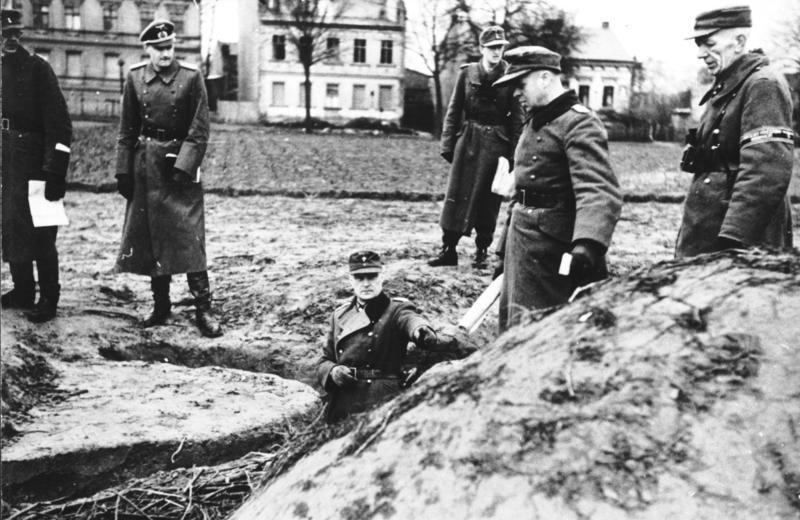
Hellmuth Reymann podczas wizytacji stanowisk Volkssturmu w Berlinie (1945)

W dniu 5 marca 1945 powierzono mu stanowisko komendanta obrony Drezna. W rozmowie telefonicznej z Wilhelmem Burgdorfem Reymann stwierdził, że nie był to dobry pomysł, „bo miasto było wielką kupą ruin i nie było czego bronić”. Reymann został wezwany do Berlina, gdzie 6 marca 1945 mianowano go wojskowym komendantem obrony miasta. Reymann przyjął nominację i pełnił funkcję komendanta obrony Berlina do 22 lub 23 kwietnia 1945, czyli do momentu, kiedy już trwały walki o miasto.
Reymann jako komendant obrony Berlina nie chciał dopuścić do niepotrzebnych zniszczeń i strat. Miał bezskutecznie próbować namówić Adolfa Hitlera, aby ten wyraził zgodę na ewakuację z miasta nieletnich mieszkańców. W porozumieniu z Albertem Speerem i Gotthardem Heinricim starał się sabotować „rozkaz Nerona”, wydany przez Hitlera w marcu 1945, nie zgadzając się chociażby na wysadzenie w powietrze berlińskich mostów. W rozmowie z Heinricim Reymann stwierdził: „Nie wiem, jak mam obronić Berlin”. Wydawał nazistowskim dygnitarzom przepustki uprawniające do wyjazdu z miasta, chcąc się ich pozbyć. Joseph Goebbels, chcąc mieć Reymanna pod kontrolą, zaproponował mu przeniesienie stanowiska dowodzenia z Hohenzollerndamm do wieży przeciwlotniczej na terenie miejskiego ZOO, w której Goebbels miał własne stanowisko dowodzenia obroną miasta. Reymann nie wyraził na to zgody, chcąc zachować samodzielność i kierując się nieufnością do Goebbelsa.
Chcąc zapewnić sobie możliwość korzystana z dostaw lotniczych, nakazał dokonać planowych wyburzeń pomiędzy Bramą Brandenburską i Siegessäule, uzyskując w ten sposób pas startowy dla samolotów. Doszło wówczas do kłótni pomiędzy nim i Speerem, prawdopodobnie dlatego, że uliczne latarnie, które wyburzono, były zaprojektowane przez Speera.
22 kwietnia 1945 Reymann został odwołany z funkcji komendanta obrony Berlina przez jego konflikty z Goebbelsem. Zastąpił go Ernst Kaether. Został mianowany dowódcą Armeegruppe Spree. Został wyznaczony na komendanta obrony Poczdamu. Wraz z garnizonem wycofał się na zachód, gdy do Poczdamu przebiła się 12 Armia.

### Okres powojenny
7 maja 1945 Reymann dostał się do amerykańskiej niewoli. Amerykanie następnie przekazali go Brytyjczykom. Nie zarzucono mu popełnienia żadnych zbrodni wojennych. W dniu 18 września 1946 został zwolniony z niewoli.
Zaczął pracę jako stróż nocny w fabryce w Hohenlimburgu, później pracował jako urzędnik w Iserlohn, a następnie w Alten. W sierpniu 1947 pozytywnie przeszedł proces denazyfikacji. Podczas procesu w Norymberdze próbował bronić swojego byłego dowódcę, oskarżonego Lothara Rendulica.
W latach 50. i 60. XX wieku angażował się w działalność społeczno-polityczną, udzielając się w związkach kombatanckich oraz w stowarzyszeniach skupiających ludzi wysiedlonych ze Śląska. Jego córka Dorota zajęła się budową schroniska dla bezpańskich zwierząt w Dreźnie. Reymann pełnił funkcję radnego Iserlohn w latach 1952–1956. Na początku lat 70. XX wieku przeprowadził się do Garmisch-Partenkirchen, gdzie kontynuował działalność w związkach kombatanckich. Zmarł 8 grudnia 1988 w wieku 96 lat w Garmisch-Partenkirchen, gdzie został pochowany.

## Odznaczenia
- Krzyż Żelazny
  - 2 klasy – 16 września 1914
  - 1 klasy – 4 marca 1915
- Krzyż Żelazny
  - 2 klasy – 28 listopada 1939
  - 1 klasy – 18 czerwca 1940
- Krzyż Niemiecki Złoty – 22 listopada 1941
- Krzyż Rycerski Krzyża Żelaznego z Liśćmi Dębu
  - Krzyż Rycerski – 5 kwietnia 1944
  - Liście Dębu – 28 listopada 1944
- Krzyż Honorowy[10]
- Odznaka za Służbę Wojskową[10]
- Medal za Kampanię Zimową na Wschodzie 1941/1942[10]